# 明湖站
明湖站（韓語：명호역）是朝鮮民主主義人民共和國羅先特別市羅津區域的一個鐵路車站，属于平罗线。

## 邻近车站
平羅線
厚倉站 - 明湖站 - 罗津站